# أندرو جاكسون (لاعب كرة قدم أمريكية مواليد 1964)
أندرو جاكسون (بالإنجليزية: Andrew Jackson)‏ هو لاعب كرة قدم أمريكية أمريكي، ولد في 6 مايو 1964 في لوس أنجلوس في الولايات المتحدة.